# خط‌های خیابان آرچر
خط‌های خیابان آرچر (انگلیسی: Archer Avenue lines) دو خط متروی نیویورک سیتی از سرویس‌های آی‌ان‌دی و بی‌ام‌تی در بخش کویینز است. 
این خط که در سال ۱۹۸۸ تأسیس شده دارای ۳ ایستگاه است. 

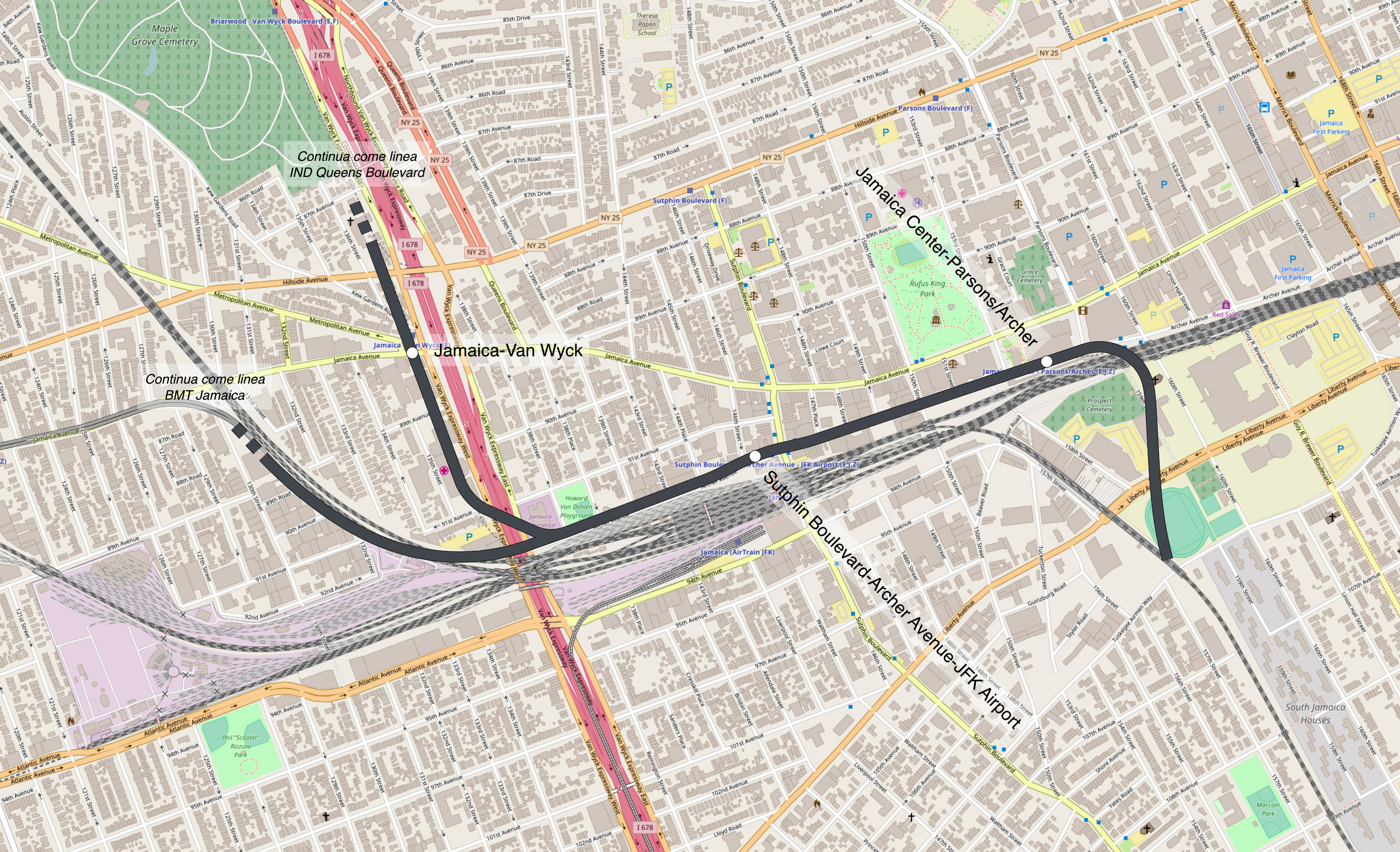
نقشه خط

## نگارخانه

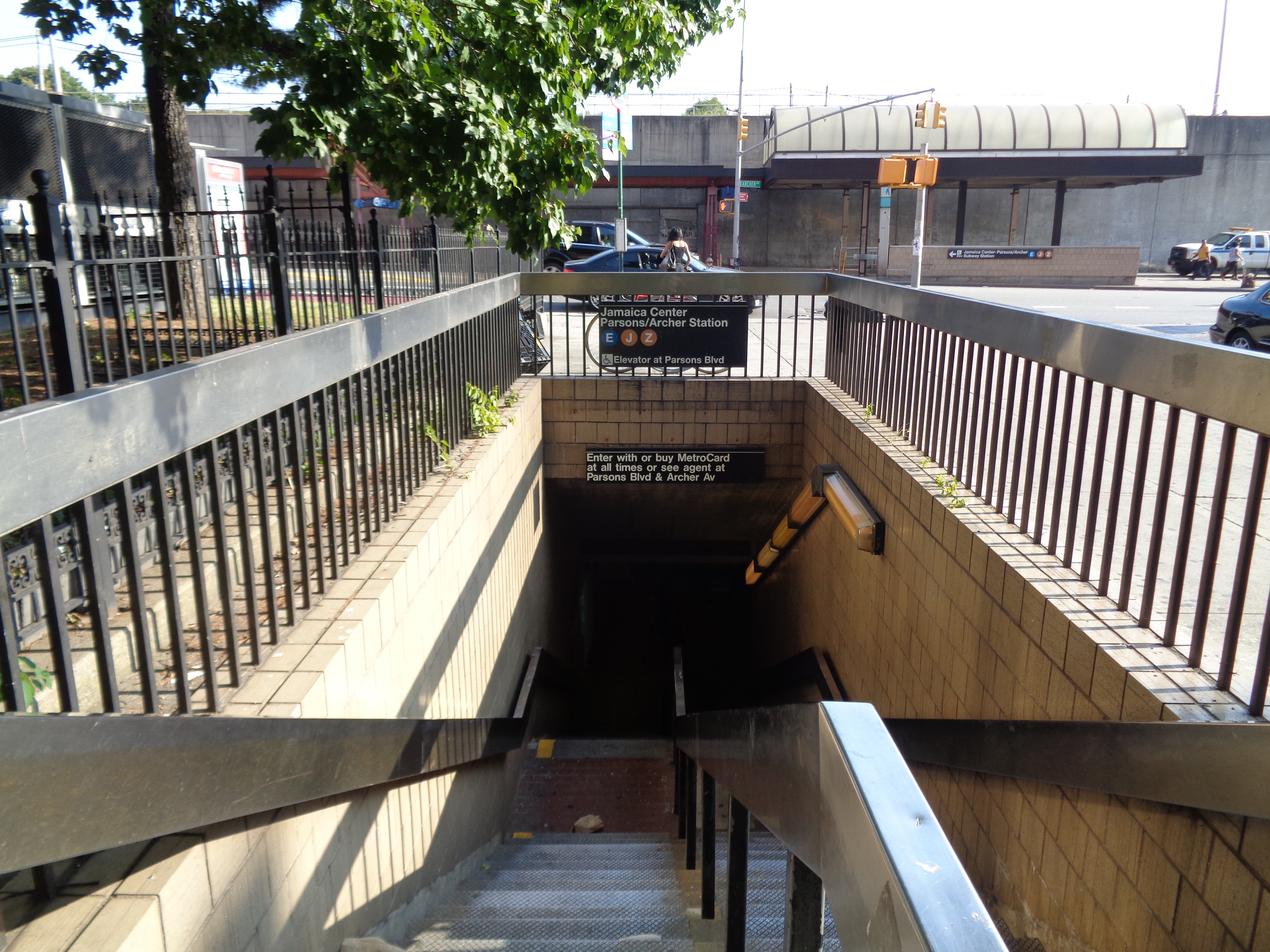
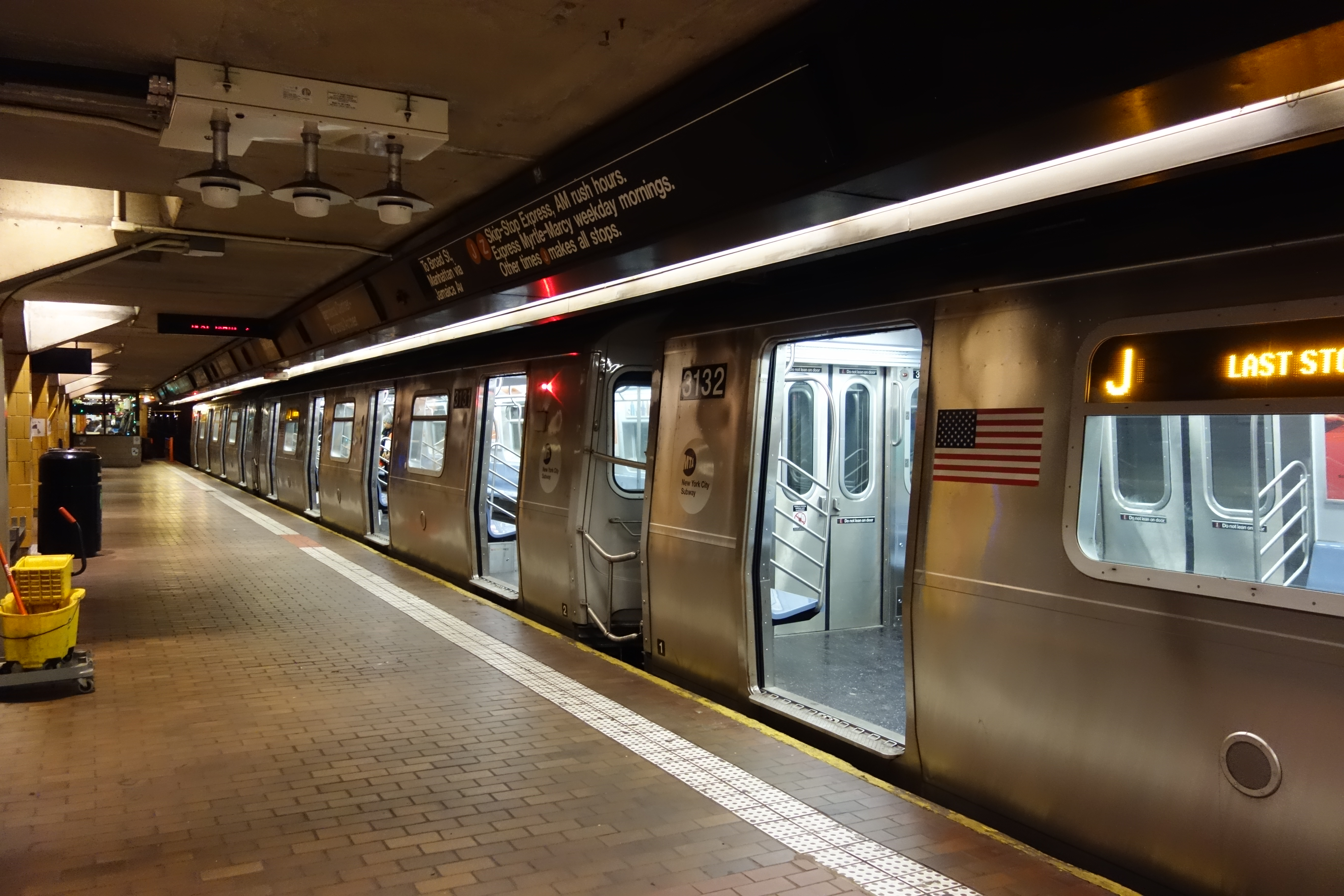
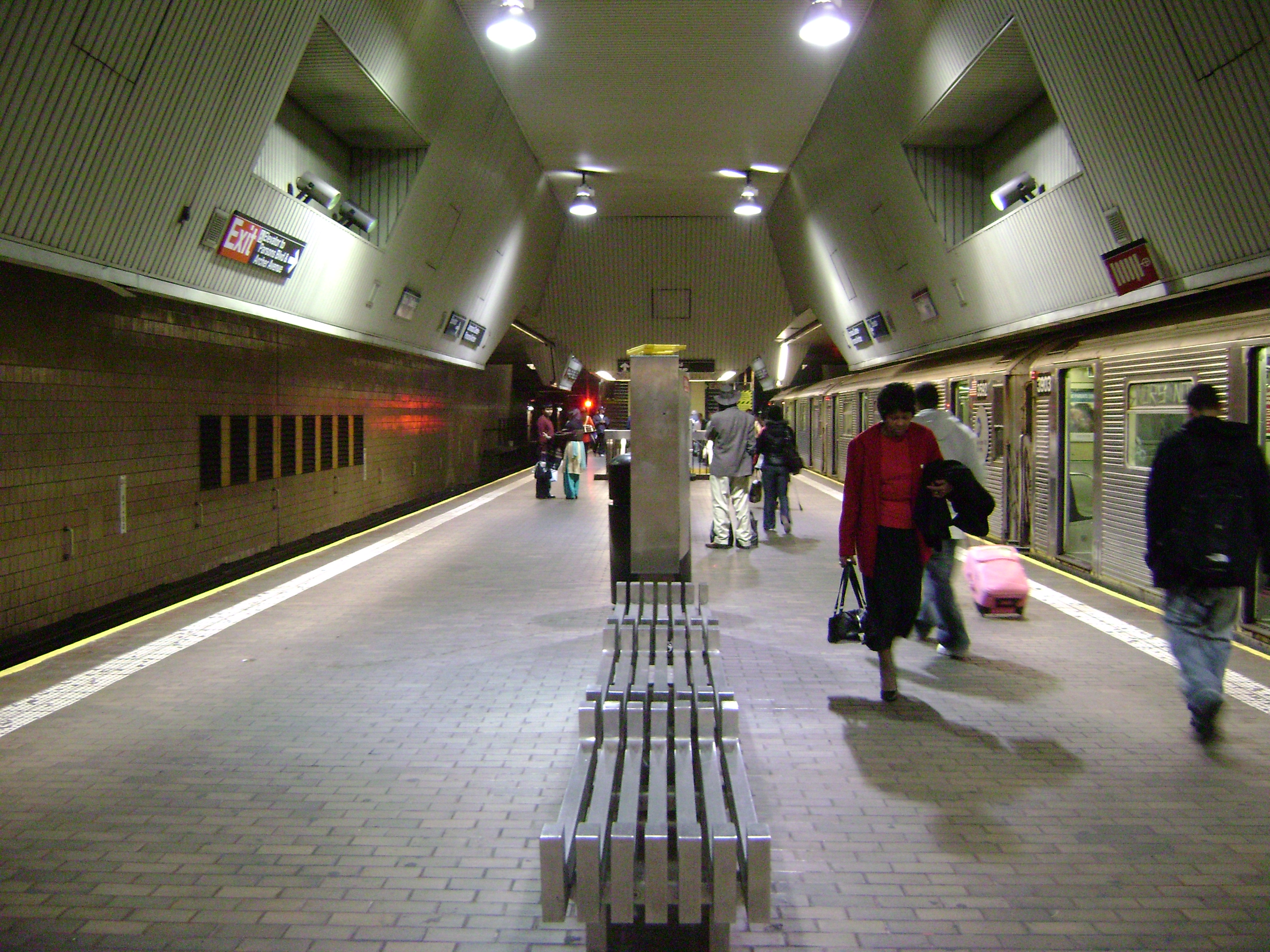
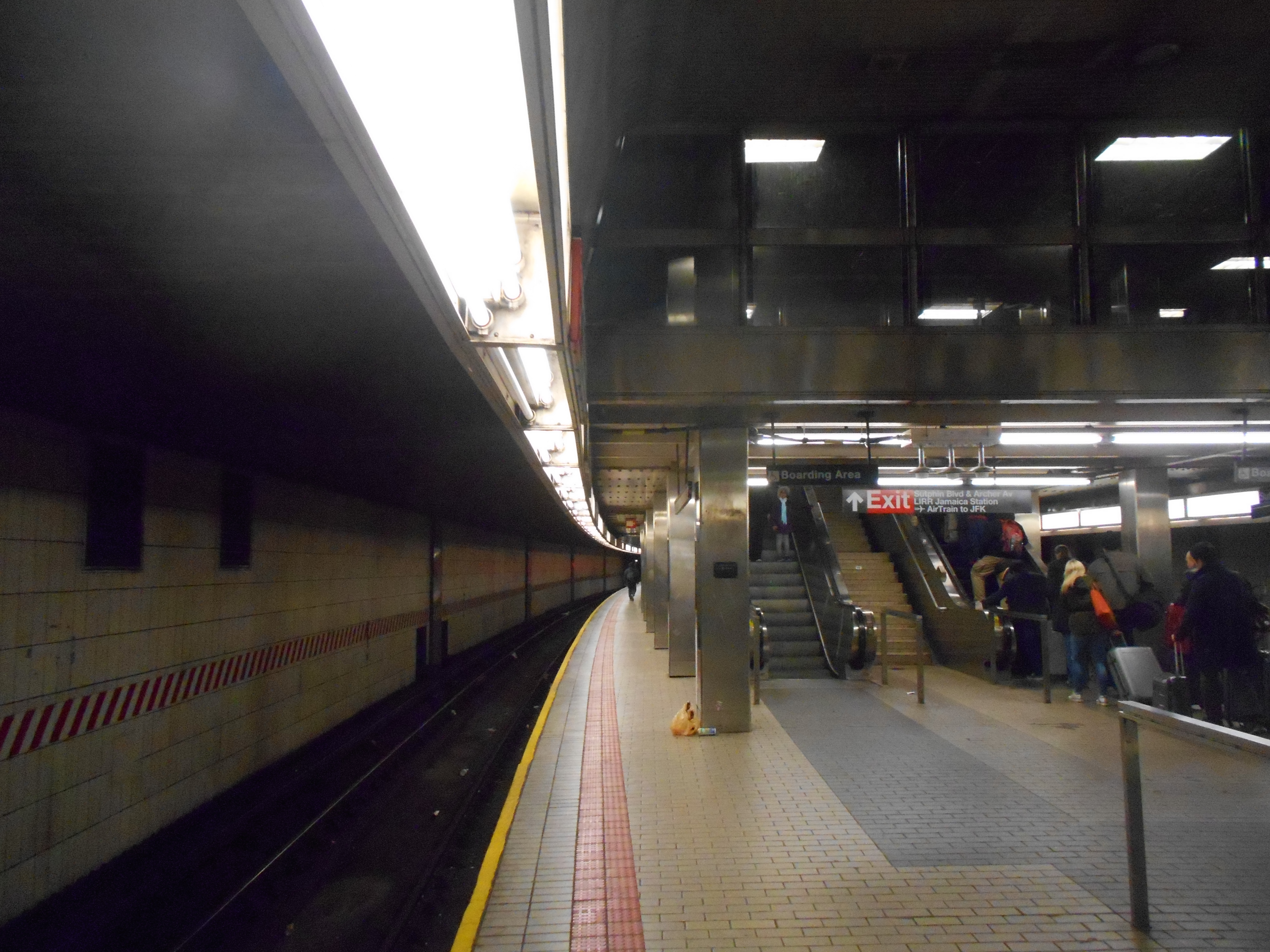